# Rue Montcada
La rue Montcada (en catalan: Carrer de Montcada) est une rue de Barcelone du quartier de la Ribera. Elle fut ouverte au milieu du XIIe siècle par la famille dont elle porte le nom pour relier les quartiers barcelonais de la Boria et de Vilanova del Mar, qui ont été regroupées par la suite et qui forment le quartier de la Ribera. La rue possède le groupe d’architecture civile médiévale le plus important de la ville

## Histoire
Un chemin, probablement chemin des Cadafalch précédait cette rue qui sortait de la porte principale de la ville, continuait vers le Vallès en direction de Rome. À ses côtés, vivaient des familles de pêcheurs, de marins et autres ouvriers de la mer. Jusqu’alors, une partie importante de la zone basse de la rue, la plus proche de la mer était occupée par une nécropole qui jouxtait un temple, sur l’emplacement de l’actuelle Santa Maria del Mar.
Au XIIe siècle Guillem Ramón de Montcada décida d’urbaniser cette zone. Les terrains appartenaient à la famille Moncada, et la voie médiévale devint la rue bourgeoise typique, construite de nombreux palais entre les siècles XIV et XVIII
Une série de puissants tremblements de terre en 1428 endommagea les murs des maisons donnant sur la rue. Bien qu’elles fussent restaurées, les étages supérieurs furent détruits.
L’apogée de cette rue se situe entre les siècles XV et XVI, où elle acquit son caractère bourgeois, et où des nobles, des aristocrates et des marchands enrichis se faisaient construire de grandes maisons qui devinrent par la suite des palais.
Avec l’ouverture de la rue Princesse en 1853, la rue qui commence à la chapelle romane Saint Marc du XIIe siècle et qui se débouche sur la place du Born, la rue fut divisée en deux.
Durant le XVIIIe siècle, le caractère bourgeois de la rue déclina. Avec la création du marché du Born en 1874, de nombreuses maisons et petits palais commencèrent à être utilisé comme magasins et entrepôts.
Le plan Cerdà et la construction de l’Eixample au XIXe siècle provoquèrent le départ de nombreuses familles aisées du quartier vers les hauteurs de la ville, mouvement complété par l’ouverture de la Via Laietana en 1907.
Le déclin de la zone était si avancé en 1930 qu’une société des amis de la rue Montcada fut créée en 1930 pour tenter de la conserver. Elle comptait entre autres le marquis de Villalonga (alors propriétaire du palais Dalmases, Manuel Rocamora i Vidal, Gustau Gili (qui vivait rue Princesa), le docteur Agustí Duran i Sanpere et A.Florensa. Ce sont eux qui permirent de déclarer la rue comme « ensemble artistique, historique et monumental » de l’État espagnol, ce qui entraîna l’achat et la restauration d’édifices du quartier par la ville de Barcelone. Le premier à être restauré fut le Palais Aguilar où fut inauguré le musée Picasso en 1963 et qui, au fil des années s’est développé sur les bâtiments voisins.

## Bâtiments

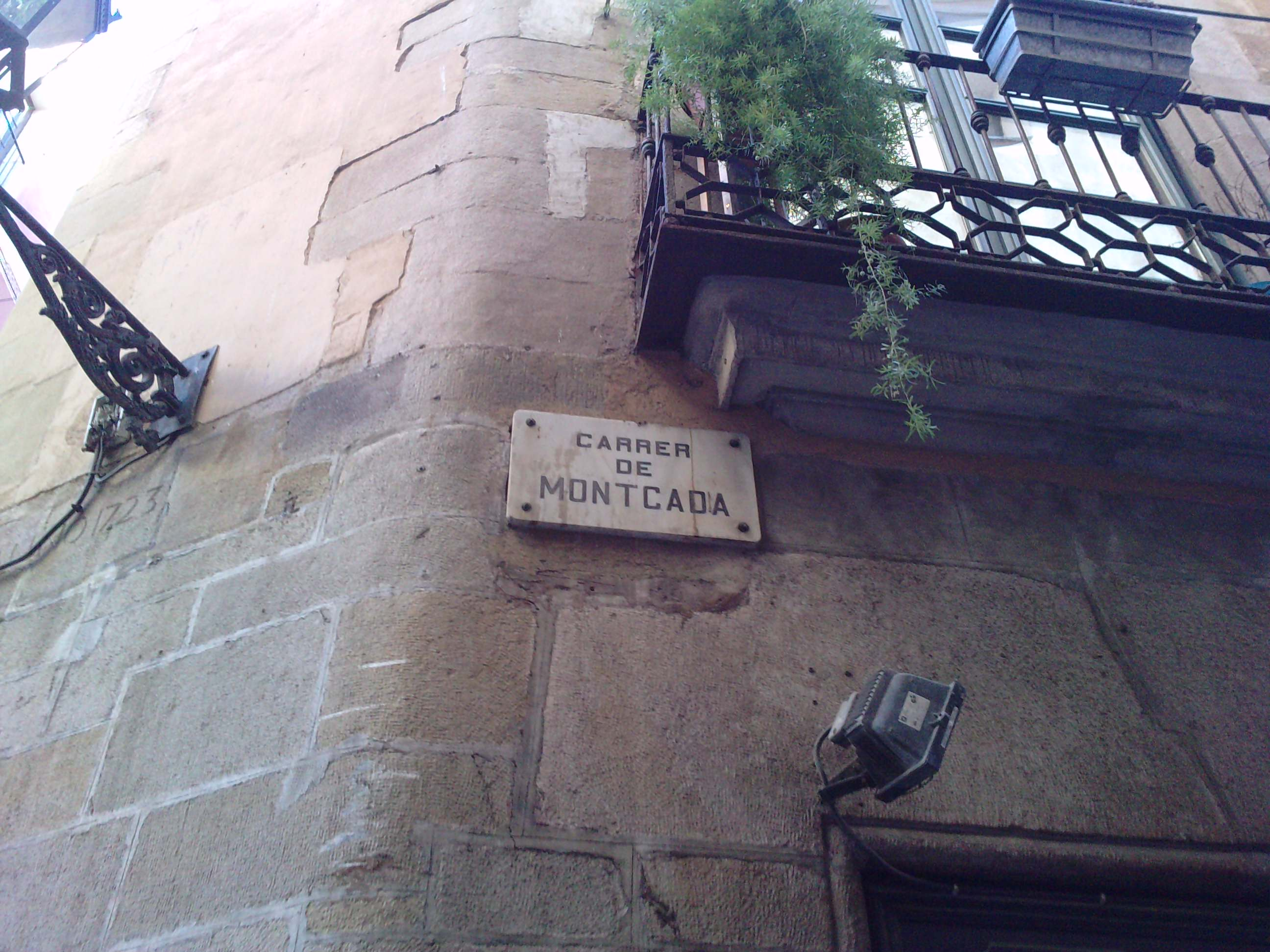
Plaque de la rue

On trouve dans cette rue de magnifiques exemples de l’architecture gothique civil de Barcelone, comme les palais Berenquer d'Aguilar (siège du Musée Picasso), le Cervelló-Giudice (Galerie Maeght), le palais Dalmases, Marquis de Lion (Disseny Hub Barcelona), anciennement siège du musée du Textile. La plupart des édifices ont été convertis en musées ou en restaurants.

## Protection
La rue Montcada fait l’objet d’un classement en Espagne en tant qu'ensemble historique au titre de bien d'intérêt culturel depuis le 26 décembre 1947.

### Musées
Principaux musées de la rue Montcada :
- Musée Picasso
- Musée Barbier-Mueller d'art précolombien de Barcelone
- Disseny Hub Barcelona
- Musée du mammouth